# 巴拉舍伊卡
巴拉舍伊卡（羅馬化：Balasheyka）是俄罗斯萨马拉州的市级镇，属塞兹兰区管辖，地处萨马拉州西部边境，位于区行政中心塞兹兰西北、州府萨马拉西方，南侧紧靠萨马拉州与乌里扬诺夫斯克州的州界。有伏尔加河流域一条小河巴拉舍伊卡河流经。设有同名铁路车站。
该地2022年人口有2,517人；2010年人口2,930人；2002年人口3,104人。